# The Janoskians
The Janoskians (Just Another Name Of Silly Kids In Another Nation Skip) är en australiensk grupp med fem medlemmar som lägger upp videos på youtube där de gör pranks och massa annat. 
De har tre kanaler som heter Janoskians där de lägger upp "Fail Videos", en som heter Daresundays där de lägger upp "Challenges" (utmaningar) och en som heter JanoskiansBlog där de lägger upp "Vlogs" m.m. De två medlemmarna Luke och Jai har också en egen kanal som heter TwinTalkTime.
De började med att lägga ut videos på Youtube, så kallade "Fail Videos"  i juli 2011 där de skämtar med främlingar. De fick mest uppmärksamhet för sin video "Awkward Train Situations".
Deras fans kallas janoskianators.

## Musik
The Janoskians har släppt åtta låtar. Set this world on fire släpptes år 2012. Deras nästa låt Best friends släpptes 2013. 2014 släpptes Real girls eat cake, "This freaking song" och "That's what she said". Och den 4 april i år 2016 släpptes singeln "Love what you  have".
Friend zone och Teenage desperate kom 2015 tillsammans med All I want 4 christmas.
De har hittills varit ute på två turnéer runt om i världen. #NotABoyBand hette den första turnén och deras andra turné hette "Got cake?" och den senaste i Australien, "Coming Under Now Tour".

## Medlemmar
- Beau Brooks, (Beau Peter Brooks), född 31 juli 1993.
- Daniel Sahyounie, (Daniel John Sahyoune), också kallad "Skip", född 31 oktober 1994.
- Luke Brooks, (Luke Anthony Mark Brooks), född 3 maj 1995.
- Jai Brooks, (Jaidon Domenic Matthew Brooks), född 3 maj 1995.
- James Yammouni, (James Anothony Yammouni), född 27 februari 1996.(Lämnade gruppen)

Tre av medlemmarna är bröder: Beau, Luke och Jai. Luke och Jai är tvillingar. Daniel är en vän till bröderna 